# Сиротинська (станиця)
Сиротинська (рос. Сиротинская) — станиця в Іловлінському районі Волгоградської області Російської Федерації.
Населення становить 1445  осіб. Входить до складу муніципального утворення Сиротинське сільське поселення.

## Історія
Станиця розташована у межах українського історичного та культурного регіону Жовтий Клин.
Від 1965 року належить до Іловлінського району.

## Населення
| 1873 | 1900  | 2010 | 2011  |
| ---- | ----- | ---- | ----- |
| 1734 | ↗2000 | ↘892 | ↗1445 |